# Турань (Карловаць)
Турань (хорв. Turanj) — міський район Карловаця. Розташований у південній частині міста вздовж автотраси державного значення D1 та відокремлений від решти Карловаця річками Корана і Мрежниця.

## Історія
Виникнення поселення пов'язане зі зведенням у 1581–82 роках дерев'яної вежі (місцеве хорв. turanj «башта»), яку побудували для захисту нового мосту через річку Корана від османських нападів і як форпост для фортеці Карловаць. Спочатку воно називалося просто Турань-на-Корані, а потім на честь туранських капітанів Юрая і Гашпара Крижаничів — Крижанич-Турань (до XVIII століття). З часом навколо вежі для розміщення вояків розвинулося поселення, оточене ровом і частоколом. У першій половині XVIII ст. замість дерев'яної зведено цегляну вежу та споруджено допоміжні будівлі. 1791 року для потреб Військового порубіжжя відкрито суконну мануфактуру, а в 1793 р. — шкірообробну (обидві закриті у 1799 р.). Після скасування Військового порубіжжя в 1881 році Турань став частиною банської Хорватії.
Під час війни за незалежність Хорватії 1991—95 років був частково окупованим і майже зовсім зруйнованим. Повністю визволений протягом операції «Буря» 1995 року, після чого почалася відбудова. У 2002 році тут відкрито Музейну колекцію озброєння війни за незалежність. До 2007 року Турань був передмістям, а нині — це район Карловаця.